# Marvin Emnes
Marvin Emnes (Róterdam, 27 de mayo de 1988) es un futbolista neerlandés que juega como delantero.

## Selección nacional
Fue internacional con la selección de fútbol sub-21 de los Países Bajos.

### Participaciones en Copas del Mundo
| Mundial                               | Sede | Resultado |
| ------------------------------------- | ---- | --------- |
| Copa Mundial de Fútbol Sub-17 de 2005 | Perú | Semifinal |

## Clubes
| Club                            | País         | Año       |
| ------------------------------- | ------------ | --------- |
| Sparta Rotterdam                | Países Bajos | 2005-2008 |
| Middlesbrough F. C.             | Inglaterra   | 2008-2014 |
| Swansea City A. F. C. (cedido)  | Gales        | 2010      |
| Swansea City A. F. C.           | Gales        | 2014-2017 |
| Blackburn Rovers F. C. (cedido) | Inglaterra   | 2016-2017 |
| Akhisar Belediyespor            | Turquía      | 2017-2018 |
| Vancouver Whitecaps             | Canadá       | 2018      |
| Ravenna F. C.                   | Italia       | 2021      |

## Palmarés

### Títulos nacionales
| Título          | Club                 | País    | Año  |
| --------------- | -------------------- | ------- | ---- |
| Copa de Turquía | Akhisar Belediyespor | Turquía | 2018 |